# روي غرو
روي غرو (بالإنجليزية: Roy Grow)‏ هو عالم سياسة أمريكي، ولد في 1941، وتوفي في 2013.